# Feliks Klimkiewicz
Feliks Klimkiewicz (ur. ?, zm. 1878 w Paryżu) – polski oficer.

## Życiorys
Przed 1863 był kapitanem w szeregach Armii Imperium Rosyjskiego. W powstaniu styczniowym 1863 był delegatem Rządu Narodowego i działał w partyzantce.
Po upadku insurekcji wyemigrował do Francji. W 1870 uczestniczył w wojnie francusko-pruskiej. Został odznaczony Wojskowym Krzyżem Zasługi. Pracował jako urzędnik kolejowy. W czasie wojny 1877 po wkroczeniu Rosjan do Rumunii znalazł się na liście Polaków przekazanej najeźdźcom, lecz uniknął prześladowań z ich strony uciekając wraz z grupą rodaków.
Zmarł w 1878 w Paryżu.